# Camilla Orsini
Camilla Orsini, in religione Maria Vittoria (Roma, luglio 1603 – Roma, 14 marzo 1685), fu principessa di Sulmona come moglie di Marcantonio II Borghese e poi fondatrice del monastero delle annunziate turchine di Roma.

## Biografia
Era figlia di Virginio Orsini, II duca di Bracciano, e di sua moglie Flavia Damasceni Peretti, nipote di papa Sisto V. Fu educata nel monastero della Santissima Concezione di Firenze e avrebbe voluto abbracciare la vita religiosa, ma accettò la decisione del padre di darla in moglie a Marcantonio II Borghese, al quale si unì dopo aver trascorso un periodo alla corte dei granduchi di Toscana accanto alle figlie di Cristina di Lorena. Diede al marito un figlio, Paolo.
Dopo la morte del figlio (1646) e del marito (1650) fece edificare, presso la Basilica di Santa Maria Maggiore a Roma, un monastero femminile, inaugurato il 27 aprile 1676 e affidato a una comunità di religiose annunziate turchine provenienti da Genova. Vestì l'abito religioso il 25 marzo 1677 e l'8 settembre successivo emise la professione dei voti. Ricoprì le cariche di priora e maestra delle novizie.
Ebbe fama di possedere carismi quali la scrutazione dei cuori, la profezia e le guarigioni.
Morì nel 1685: il 12 settembre 1746 fu introdotta la causa di beatificazione e il processo sulla fama di santità si concluse nel 1842. Una ricognizione canonica della salma ebbe luogo il 27 giugno 1847.